# Miroslav Zborovský
Miroslav Zborovský (* 13. dubna 1980) je český politik a ekonom, od října 2021 poslanec Poslanecké sněmovny PČR, od roku 2014 zastupitel, v letech 2014 až 2022 starosta a od roku 2022 místostarosta obce Těšany v okrese Brno-venkov, člen KDU-ČSL.

## Život
V letech 2008 až 2015 vystudoval ekonomika a management na Provozně ekonomické fakultě Mendelovy univerzity v Brně (získal titul Ing.).
Mezi roky 2000 a 2011 pracoval ve společnosti LUMIKA Slavkov, nejprve jako obchodní zástupce (2000 až 2005) a potom jako vedoucí provozu (2005 až 2011). Zabýval se mimo jiné strategickým plánováním a tvorbou plánu investic, kontrolní činností, výkaznictvím, operativním řízením a personální činností, marketingem a obchodem. V letech 2011 až 2013 byl zaměstnaný ve společnosti ADMICON, kde vedl účetnictví a působil jako ekonomický poradce. Mezi roky 2013 a 2014 pak byl ekonomickým poradcem v brněnské akciové společnosti SM-DATA.
Miroslav Zborovský žije v obci Těšany v okrese Brno-venkov. Mezi jeho zájmy patří cestování, sport (fotbal, tenis) a kultura (hudba, divadlo).

## Politické působení
V komunálních volbách v roce 2010 kandidoval jako nestraník za KDU-ČSL do Zastupitelstva obce Těšany na kandidátce subjektu „KDU-ČSL A NESTRANÍCI“, ale neuspěl. Zvolen byl až ve volbách v roce 2014 jako nezávislý a lídr kandidátky subjektu „KDU-ČSL A NESTRANÍCI“. Dne 5. listopadu 2014 se stal navíc starostou obce. Mandát zastupitele obce obhájil ve volbách v roce 2018 již jako člen KDU-ČSL a lídr kandidátky subjektu „KDU-ČSL a nestranící“. V říjnu 2018 byl po druhé zvolen starostou obce. V komunálních volbách v roce 2022 kandidoval do Zastupitelstva obce Těšany z 5. místa kandidátky KDU-ČSL. Vlivem preferenčních hlasů však skončil čtvrtý, a obhájil tak mandát zastupitele obce. Starostou již zvolen nebyl, stal se však místostarostou obce. Dne 24. října 2022 byl novým starostou obce zvolen Milan Strouhal.
V krajských volbách v roce 2016 kandidoval jako člen KDU-ČSL do Zastupitelstva Jihomoravského kraje, ale neuspěl. Zvolen nebyl ani ve volbách v roce 2020.
Ve volbách do Poslanecké sněmovny PČR v roce 2021 kandidoval z pozice člena KDU-ČSL na 7. místě kandidátky koalice SPOLU (tj. ODS, KDU-ČSL a TOP 09) v Jihomoravském kraji. Vlivem 11 553 preferenčních hlasů skončil nakonec pátý a stal se poslancem.